# 张亦春
张亦春 （1933年6月—），男，福州连江人，中国金融经济学家。

## 生平
1933年6月生于福建连江县。1960年毕业于厦门大学， 1983年担任厦门大学财政金融系主任，1991年担任厦门大学经济学院院长，厦门大学金融研究所所长。1992年起享受国务院政府特殊津贴。其编写的《金融市场学》作为金融学教材普遍使用。

## 著作
《金融市场学》（与林海、郑振龙合著），高等教育出版社，2008年3月，ISBN 9787040231335

## 荣誉
2018年获得中国金融学科终身成就奖。